# Gamal Al-Ghitani
Gamal el-Ghitani (în arabă جمال الغيطانى; n. 9 mai 1945, Guvernoratul Sohag, Egipt – d. 18 octombrie 2015, Cairo, Egipt) a fost un scriitor egiptean, autor de nuvele istorice și comentarii pe teme culturale și politice. A fost redactor șef al revistei literare Akhbār Al-'Adab (Știri literare).

## Traduceri în limba română
- Extaz (An-Nashwa), nuvelă, traducere de Rodica Buburuzan-Firănescu, "Luceafărul", 1996, nr.45(256).
- Salonul, traducere de Alina Cambir, "Secolul 20", 1995, nr.4-5-6, p. 254-263.
- Toleranța în topografia orașului Cairo, fragmente din romanul Qāhiriyyāt mamlūkiyya, traducere de Rodica Buburuzan-Firănescu, în Egipt-România, nouăzeci de ani de relații diplomatice, București, 1997.